# Akira S e As Garotas Que Erraram
Akira S & As Garotas Que Erraram foi uma banda brasileira de pós-punk formada na cidade de São Paulo em 1984, por Akira S e Pedreira Antunes, ou Alex Antunes, e conhecida por seu experimentalismo e pelo uso precursor de programações de computador na música pop nacional, além das letras inusitadas. O grupo tinha influências da cena internacional, particularmente do punk-funk, e da no wave novaiorquina. Pela mistura de instrumentos elétricos e eletrônicos, e a exploração de timbres e texturas em passagens instrumentais, também pode ser considerado um precursor nacional do post-rock.

## História
O grupo foi formado em 1984, no fértil cenário pós-punk paulistano, pelo letrista, vocalista, jornalista e agitador Pedreira Antunes (AKA Lex Lilith, Alex Antunes), que conheceu o baixista e compositor eletrônico Akira S no momento em que seu grupo anterior, o N° 2, se desfazia . Em comum, o interesse por grupos desde o progressivo mais ousado dos anos 1970, como o King Crimson, até bandas populares da new wave, como o Duran Duran, passando pelos grooves de baixistas do funk setentista como Larry Graham e do mutant disco como Bill Laswell (Material) . Além de fazer precocemente programações em um computador MSX , sintetizadores e ritmo eletrônico interconectados via MIDI (cujo uso causava bastante inquietação nos desacostumados técnicos de som de então das casas noturnas e teatros), Akira também foi um dos precursores no Brasil do instrumento de estilo touch, o stick . Eles também se destacaram pelo uso de sond pré gravados em fitas cassette, antecipando os samples .
Akira S considerou o fato de que apenas tapes e baixo não seriam suficientes para obter o resultado ritmico desejado e convidou o baterista Edson X, que viria depois a ser conhecido como membro do do grupo Gueto e produtor de música eletrônica. 
Após um breve período de assumido sectarismo anti-guitarrístico (quando chegou a ter dois baixos, o segundo tocado por Anna Ruth, vinda do N° 2, e que foi depois do Cabine C) além de teclados e percussões acústicas e eletrônicas), a banda partiu para um flerte decidido com as cordas dos Voluntários da Pátria, nas guitarras de Miguel Barella e Giuseppe "Frippi" Lenti. O cenário de São Paulo estava se expandindo, criando um circuito com mais de uma dezena de casas underground, como o Carbono 14 , Madama Satã, Rose Bom Bom, Val-Improviso e Aeroanta , além dos teatros Lira Paulistana, que abriu suas portas para o rock pós-punk, e a sala Adoniran Barbosa do CCSP, que virou uma referência da cena. No Rio de Janeiro, o grupo teve a oportunidade de se apresentar em festivais como os que eram realizados no Parque Lage. 
Frippi foi membro oficial da banda, durante o período que marcou a gravação do (único) álbum homônimo do grupo (em 1987), lançado pela Baratos Afins, que permanece inédito em CD . E ambos, Frippi e Barella, estiveram presentes em várias apresentações e gravações, inclusive no primeiro registro fonográfico da banda no LP  Não São Paulo I  de 1985. O underhit Sobre as Pernas (faixa de  Não São Paulo ), conta com participações especiais de André Jung (Ira!) na percussão e do alemão Holger Czukay (membro do Can, em visita a São Paulo e recrutado por Barella para a gravação) , foi bastante executado nas rádios roqueiras paulistas 89 e 97 FM, e na Fluminense FM, "A Maldita", no Rio de Janeiro. O grupo também gravou programas de televisão, como o Clip Trip da TV Gazeta (SP) e o Mixto Quente da Globo, mas em ambos sua atuação foi considerada inconveniente, e as participações cortadas das edições. Uma regravação de uma faixa de seu álbum, a música "Atropelamento & Fuga", por Skowa e a Máfia, transformou-se num hit nacional em 1988. Akira e Alex voltariam a colaborar em outros grupos, como o Kyodai (com a cantora holandesa Charlie Crooijmans), o Industria Mirabile 2 (com o cantor Ciro Pessoa, ex-Titãs, o Notícias Popular (com o guitarrista, baixista e produtor RH Jackson, Edson X) e o Shiva LasVegas.

## Integrantes
- Akira S — baixo, Chapman stick, programações (1984-2019)
- Alex Antunes — voz, tapes (1984-2019)
- Edson X — bateria (1984-1987, 2005, 2015)
- Corina Crawford — teclados (1984-1987)
- Anna Ruth — baixo (1984-1985)
- Giuseppe Lenti — guitarra (1985-1987)
- Nelson Coelho — guitarra (1987, 2015)
- Victor Leite — bateria (1987)

## Discografia

### Álbum
- 1987: Akira S & As Garotas Que Erraram

### Compilações
- 1985: Não São Paulo

Incluiu as canções "Sobre As Pernas" e "Swing Basses Series I (Eu Dirijo O Carro Bomba)", e uma versão ao vivo no Projeto SP de "Kkabalah" na edição em CD, de 1996
- 1989: Sanguinho Novo... Arnaldo Baptista Revisitado

Incluiu a canção "Sanguinho Novo"
- 2005: Não Wave - Brazilian Post Punk 1982 - 1988

Incluiu as canções "O Futebol" e "Sobre As Pernas"
- 2005: The Sexual Life Of The Savages

Incluiu as canções "Sobre As Pernas" e "Eu Dirijo O Carro Bomba"
- 2008: EspectroS Post Punk / Dark Wave Brasil

Incluiu a canção "Grito Em Hora Redonda" e um vídeo ao vivo no Projeto SP de "Kkbalah"
- 2008: CD Rock Poster - 12 Bandas Que Marcaram Época

Incluiu a canção "Atropelamento & Fuga"